# Biaks
Biaks  (ook: Biak-Numfor, Noefoor, Mafoor, Mefoor, Nufoor, Mafoorsch, Myfoorsch en Noefoorsch) is een taal die door ongeveer 40.000 mensen wordt gesproken, hoofdzakelijk op de eilanden Biak en Numfor, gelegen in de Geelvinkbaai in de provincie Papoea in Indonesië.

## Classificatie
- Austronesische talen
  - Malayo-Polynesische talen
    - Oost-Malayo-Polynesische talen
      - Zuid-Halmahera-West-Nieuw-Guinese talen
        - West-Nieuw-Guinese talen
          - Cenderawasih baai talen

## Dialecten
Biaks is een relatief homogene taal maar omdat Biakkers door de eeuwen heen de omringende zeeën hebben bevaren en zich op verscheidene plaatsen hebben gevestigd is er toch wat variëteit ontstaan. Deze is te vinden op deze pagina.

## Typologie
Naast enkel- en meervoud kent het Biaks ook een tweevoud en een drievoud.
Zelfstandige naamwoorden kunnen worden onderverdeeld in vervreemdbare en onvervreemdbare zelfstandige naamwoorden. Beide woordklassen kunnen weer worden onderverdeeld in levende en niet-levende zelfstandige naamwoorden.
Het Biaks kent een rijke diversiteit aan mogelijkheden om nieuwe woorden te vormen. Een van de opvallendste kenmerken hier wordt gevormd door de verschillende gedeeltelijke woordverdubbelingspatronen. Hierbij worden gedeeltes van woorden verdubbeld en om nieuwe woorden te vormen. Daarbij kan ook vocaalvariatie plaatsvinden.
In tegenstelling tot veel omringende talen is het numerieke systeem tientallig, dat wil zeggen dat er verschillende woorden zijn voor de cijfers 1 tot en met 10.

## Fonologie
In het Biaks onderscheiden we de volgende fonemen:
Vocalen:
| Voor | Centraal | Achter |
| [i]  |          | [u]    |
| [e]  |          | [o]    |
|      | [a]      |        |

Consonanten:
|                       | Labiaal | Dentaal | Alveolair | Palataal | Velair |
| Plofklank             | [p] [b] | [d]     |           |          | [k]    |
| Wrijfklank            | [f] [v] |         | [s]       |          |        |
| Semi-vocalen en trill | [w]     |         | [r]       | [j]      |        |
| Neusklank             | [m]     | [n]     |           |          |        |

Over het bestaan van /w/ en /y/ verschillen de wetenschappers van mening.